# Nagroda Baumgartena

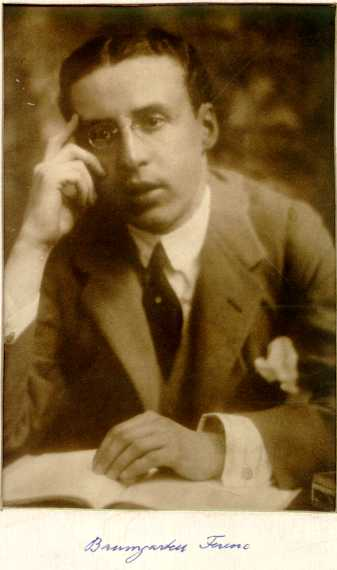
Ferenc Ferdinánd Baumgarten – fundator nagrody

Nagroda Baumgartena – węgierska nagroda literacka ustanowiona przez krytyka literackiego Ferenca Ferdinánda Baumgartena (1880–1927) i przyznawana w latach 1929–1949, wyjąwszy rok 1945.

## Geneza i historia
Fundator chciał, by laureatami byli pisarze mniej zamożni. Podkreślał on konieczność wyrugowania przesądów wyznaniowych, rasowych i społecznych. Mimo tych deklaracji kuratorzy nagrody byli atakowani przez niektóre środowiska za preferowanie pisarstwa mieszczańskiego, kosztem twórców lewicowych. Mimo tych zarzutów nagroda należała do najbardziej cenionych na Węgrzech w okresie międzywojennym.

## Kuratorzy
Kuratorami nagrody byli:
- Lóránt Basch (adwokat),
- Mihály Babits (poeta, prozaik, 1883–1941),
- Aladár Schöpflin (1872-1950) – od 1941, po śmierci Babitsa[1].

## Laureaci
Do laureatów nagrody należeli m.in.: Antal Szerb, Miklós Radnóti, Miklós Szentkuthy, Sándor Weöres, Győző Csorba, Áron Tamási (trzykrotnie), Gyula Illyés, Albert Wass, Emil Kolozsvári Grandpierre, Attila József (pośmiertnie), Károly Kerényi, János Pilinszky, Andor Endre Gelléri, Lőrinc Szabó (trzykrotnie), Ágnes Nemes Nagy, Józsi Jenő Tersánszky (czterokrotnie), Tibor Déry, Pál Szabó, Lajos Fülep, Gyula Juhász (trzykrotnie), Gábor Devecseri, László Németh, Nagy Lajos (trzykrotnie), Magda Szabó (w 1949, uchylona przez komunistów).